# Qemal Vogli
Qemal Vogli (Kavajë, 29 settembre 1929 – 4 luglio 2004) è stato un calciatore albanese, di ruolo portiere.
È considerato il più grande portiere albanese di tutti i tempi.

## Biografia
Dopo esser uscito di prigione gli fu concesso il ruolo di allenatore dei portieri per conto della Dinamo Tirana.
Nel 2004 all’età di 74 anni morì di diabete, la sua salute era già stata gravemente danneggiata da un incidente stradale avuto un mese prima mentre era in macchina con sua moglie Liri.

## Caratteristiche tecniche
La sua reazione era rapida, per perfezionarla praticò tennis e tennistavolo. Molto abile negli interventi aerei e nel posizionamento.

## Carriera
Iniziò a giocare per la squadra della sua città nel 1945 prima di trasferirsi al KF Teuta.
Nel 1947 esordì con la nazionale di calcio dell'Albania, è il portiere albanese più giovane ad aver mai vestito la maglia della nazionale.
Nel 1950 fu obbligato dal governo albanese a trasferirsi al Dinamo Tirana e a spiare dei sospetti “nemici dello stato” per conto del regime. Con il club vinse 6 campionati albanesi e 5 coppe d’Albania consecutive, oltre a guadagnarsi il soprannome di “gatto nero”.
Nel 1956 il Dinamo Tirana fece un tour amichevole nella Germania dell’Est, in questo tour Vogli scappò dal ritiro e si rifugiò in Germania Ovest, ciò per fuggire dal duro regime dell’Albania. La sua fuga pose fine alla sua carriera calcistica.
Nel 1956 all’età di 25 anni Vogli tentò un riavvicinamento al mondo del calcio accettando di giocare per il TSV 1860 Munich, ma Vogli non fece in tempo a esordire nel campionato tedesco causa esser stato arrestato per aver infranto le politiche di frontiera del regime albanese. Dopo esser stato riportato in Albania, Vogli fu condannato a 15 anni di carcere, di cui però ne scontò soltanto 5. Una volta uscito di galera Vogli aveva soltanto 31 anni ed era ancora in grado di giocare, ma non gli fu concesso dal governo Albanese dell’epoca. Dopo la caduta del comunismo Vogli fu premiato con le più alte medaglie sportive.

## Palmarès
Club
- Campionato albanese: 6

Dinamo Tirana:1950, 1951, 1952, 1953, 1955, 1956
- Coppa d'Albania: 5

Dinamo Tirana:1950, 1951, 1952, 1953, 1954